# Albania la Jocurile Olimpice de iarnă din 2014
Albania participă la Jocurile Olimpice de iarnă din 2014 din Soci, Rusia în perioada 7 - 23 februarie 2014. Echipa constă din doi sportivi care participă la probele de schi alpin și pentru prima dată, participă și o femeie.

## Competitori
| Sport      | Masculin | Feminin | Total |
| ---------- | -------- | ------- | ----- |
| Schi alpin | 1        | 1       | 2     |
| Total      | 1        | 1       | 2     |

## Schi alpin
Conform listei de sportivi calificați publicată la 20 ianuarie 2014, Republica Moldova avea doi sportivi calificați.
| Sportiv       | Probă                 | Manșa 1 | Manșa 1 | Manșa 2 | Manșa 2 | Total   | Total |
| Sportiv       | Probă                 | Timp    | Loc     | Timp    | Loc     | Timp    | Loc   |
| ------------- | --------------------- | ------- | ------- | ------- | ------- | ------- | ----- |
| Erjon Tola    | Slalom uriaș masculin | NAÎ     | NAÎ     | NAÎ     | NAÎ     | NAÎ     | NAÎ   |
| Erjon Tola    | Slalom asculin        |         |         |         |         |         |       |
| Suela Mëhilli | Slalom uriaș feminin  | 1:33.55 | 65      | 1:34.36 | 60      | 3:07.91 | 60    |